# 三菱自動車倉敷キングフィッシャーズ
三菱自動車倉敷キングフィッシャーズ（みつびしじどうしゃくらしきキングフィッシャーズ）は三菱自動車工業水島製作所のラグビーユニオンチーム。2022年、チーム名を三菱自動車水島ラグビー部から変更した。
チーム名の由来は、倉敷市の鳥・カワセミ（キングフィッシャー）。

## 概要
- 公式戦は水島緑地福田公園グラウンドで開催。
- 2016年以降、部員不足によりトップキュウシュウへの参加を辞退していたが、チームは存続し、7人制や岡山県リーグの試合に出場していた。
- 2022年よりトップウェストへ参加。10月9日、大崎思慶がトップウェスト加盟後の最初のトライを決めた。

## 歴史
- 1946年 - 創部[1]
- 1962年 - 全国社会人大会に出場
- 1963年 - 全国社会人大会に出場
- 1964年 - 全国社会人大会に出場
- 1965年 - 全国社会人大会に出場
- 1967年 - 全国社会人大会に出場
- 1970年 - 三菱重工業から三菱自動車工業が独立したことに伴い、三菱自工水島となる。
- 1978年 - 西日本社会人Aリーグに昇格
- 1982年 - 全国社会人大会に出場
- 1984年 - 西日本社会人Bリーグに降格
- 1987年 - 西日本社会人Bリーグ優勝
- 1994年 - 西日本社会人Bリーグ優勝
- 1995年 - 西日本社会人Aリーグに昇格
- 1996年 - 西日本社会人Bリーグに降格
- 1997年 - 西日本社会人Bリーグ優勝
- 1998年 - 西日本社会人Aリーグに昇格
- 2003年 - トップキュウシュウAに参加
- 2008年 - トップキュウシュウBに降格
- 2009年 - トップキュウシュウAに昇格
- 2010年 - トップキュウシュウBに降格
- 2011年 - トップキュウシュウAに昇格
- 2012年 - トップキュウシュウBに降格
- 2016年 - 部員不足によりトップキュウシュウへの参加を辞退
- 2022年 - 三菱自動車倉敷キングフィッシャーズにチーム名変更。トップウェストCリーグに参加

## 成績

### 全国社会人大会戦績
| 回 | 年度 | 地区 | 成績      | 試 | 勝 | 分 | 敗 | 得 | 失 | 差  | 備考                         |
| -- | ---- | ---- | --------- | -- | -- | -- | -- | -- | -- | --- | ---------------------------- |
| 15 | 1962 | 中国 | 1回戦敗退 | 1  | 0  | 0  | 1  | 5  | 16 | -11 | 三菱重工水島のチーム名で出場 |
| 16 | 1963 | 中国 | 1回戦敗退 | 1  | 0  | 0  | 1  | 3  | 6  | -3  |                              |
| 17 | 1964 | 中国 | 1回戦敗退 | 1  | 0  | 0  | 1  | 5  | 55 | -50 |                              |
| 18 | 1965 | 中国 | 1回戦敗退 | 1  | 0  | 0  | 1  | 6  | 19 | -13 |                              |
| 20 | 1967 | 中国 | 1回戦敗退 | 1  | 0  | 0  | 1  | 6  | 27 | -21 |                              |
| 35 | 1982 | 中国 | 1回戦敗退 | 1  | 0  | 0  | 1  | 0  | 44 | -44 | 三菱自工水島にチーム名変更   |

### リーグ戦戦績

#### トップリーグ創設以前
- 1998-1999 西日本社会人Aリーグ 7位
- 1999-2000 西日本社会人Aリーグ 7位
- 2000-2001 西日本社会人Aリーグ 7位
- 2001-2002 西日本社会人Aリーグ 6位
- 2002-2003 西日本社会人Aリーグ 8位、トップキュウシュウAへ参入

#### トップリーグ創設以降
トップキュウシュウ時代
- 2003-2004 トップキュウシュウA 4位
- 2004-2005 トップキュウシュウA 8位
- 2005-2006 トップキュウシュウA 6位
- 2006-2007 トップキュウシュウA 6位
- 2007-2008 トップキュウシュウA 6位（1勝5敗）、トップキュウシュウB降格
- 2008-2009 トップキュウシュウB 2位（5勝1敗）、トップキュウシュウA昇格
- 2009-2010 トップキュウシュウA 6位（6敗）、トップキュウシュウB降格
- 2010-2011 トップキュウシュウB 2位（5勝2敗）、トップキュウシュウA昇格
- 2011-2012 トップキュウシュウA 7位（1勝6敗）、トップキュウシュウB降格
- 2012-2013 トップキュウシュウB 3位（予選リーグ ：3位 3勝3敗、プレーオフ：2敗）
- 2013-2014 トップキュウシュウB 5位（1勝4敗）
- 2014-2015 トップキュウシュウB 3位（3勝2敗）
- 2015-2016 トップキュウシュウB 7位（6敗）
- 2016-2017 部員数減の為トップキュウシュウBへの出場辞退、次年度より岡山県リーグに参入

トップキュウシュウ離脱後
- 2017-2018 岡山県リーグ　優勝
- 2018-2019 岡山県リーグ　優勝
- 2019-2020 岡山県リーグ　優勝　全国クラブ選手権大会　初出場　ベスト8で諸事情により棄権
- 2020-2021 岡山県リーグ　優勝
- 2021-2022 トップウェスト参入マッチ出場　対戦相手（奈良ムース）棄権の為不戦勝により次年度よりトップウェストCへ参入

トップウェスト時代
- 2022-2023 トップウェストC 優勝（6勝1敗）、入替戦：不戦勝、トップウェストB昇格
- 2023-2024 トップウェストB 4位（3勝3敗1分）
- 2024-2025 トップウェストB 4位（4勝3敗）

## 2022年度スコッド
太字は今年度からの新加入選手
- 監督　上板弘和
- 主将　石井祐次郎

| ポジション | 選手名      | 出身校       | 代表 キャップ |
| ---------- | ----------- | ------------ | ------------- |
| PR         | 藤原健照    | 御所実業高校 |               |
| PR         | 内田洸祐 PR | 奈良朱雀高校 |               |
| PR         | 大崎思慶 PR | 倉敷工業高   |               |
| HO         | 森岡真      | 高松農業高校 |               |
| HO         | 寺西辰夫    | 貞光工業高   |               |
| HO         | 向井勇太    | 貞光工業高   |               |
| HO         | 森岡真      | 高松農業高   |               |
| LO         | 菅野優      | 摂南大       |               |
| LO         | 前原雅史    | 岡山工業高   |               |
| LO         | 黒田怒行    | 松山聖陵高   |               |
| FL         | 能美孝之    | 石見智翠館高 |               |
| FL         | 東野賢児    | 都城工業高   |               |
| FL         | 門田馨      | 佐賀工業高   |               |
| FL         | 古賀浩輔    | 鳥栖工業高   |               |
| No.8       | 西添都宏    | 松山聖陵高   |               |

| ポジション | 選手名   | 出身校     | 代表 キャップ |
| ---------- | -------- | ---------- | ------------- |
| SH         | 上猶航平 | 大津緑洋高 |               |
| WTB        | 松崎辰也 | 佐賀工業高 |               |
| WTB        | 西川元治 | 天理大     |               |
| WTB        | 荒尾澄人 | 貞光工業高 |               |
| WTB        | 中野裕士 | 天理大     |               |
| CTB        | 原智也   | 関西高     |               |
| CTB        | 岩熊優明 | 佐賀工業高 |               |
| FB         | 松川竜也 | 福山工業高 |               |

## 所属選手の不祥事
- 2011年度に所属部員が道交法違反容疑で逮捕されたため、三菱自動車水島ラグビー部は無期限の活動停止となった[3]。なお、2012年7月に同部は活動を再開した[4]。

## 三菱自動車工業のスポーツチーム
- 三菱自動車京都レッドエボリューションズ（旧・三菱自動車京都ラグビー部）
- 三菱自動車水島FC（正式名称：三菱自動車水島FC）
- 三菱自動車岡崎硬式野球部
- KMGホールディングス硬式野球部（旧・九州三菱自動車硬式野球部）
- 三菱自動車京都ダイヤフェニックス（旧・三菱自動車京都硬式野球部）
- 三菱自動車倉敷オーシャンズ（旧・三菱自動車水島硬式野球部）